# Tyrel Jackson Williams
Pour les articles homonymes, voir Williams.
 (décembre 2014).
Si vous disposez d'ouvrages ou d'articles de référence ou si vous connaissez des sites web de qualité traitant du thème abordé ici, merci de compléter l'article en donnant les références utiles à sa vérifiabilité et en les liant à la section « Notes et références ».
Tyrel Jackson Williams (né le 16 mars 1997 dans le Comté de Westchester à New York aux États-Unis) est un acteur américain. Il est surtout connu pour son rôle de Leo Dooley dans la série télévisée américaine de Disney XD Les Bio-Teens.

## Biographie
Tyrel a deux frères également acteurs : Tyler James Williams, qui a tenu le rôle de Cyrus DeBarge dans Let It Shine et le rôle de Chris Rock dans Tout le monde déteste Chris ; et Tylen Jacob Williams qui a tenu le rôle de James Phillips dans L'Apprentie Maman.

## Carrière
Il est aussi apparu dans un épisode de Tout le monde déteste Chris au côté de son grand frère Tyler James Williams. Son frère aussi a fait une apparition dans Les Bio-Teens, où il tenait le rôle de Leo Dooley dans le futur.
En 2010, il joue dans un épisode de la série télévisée américaine de Disney Channel Bonne Chance Charlie dans le rôle de Jasper.

## Filmographie
| Année     | Titre                                  | Rôle                       |
| --------- | -------------------------------------- | -------------------------- |
| 2004      | Sesame Street: Happy Healthy Monsters  | voix                       |
| 2005      | The Naked Brothers Band: The Movie     | Le garçon avec une guitare |
| 2005-2007 | Tout le monde déteste Chris            | Chris Rock (bébé)          |
| 2006      | Playboy à saisir                       | Jeffrey                    |
| 2008-2010 | Les Mélodilous                         | Tyrone (voix)              |
| 2010      | Modern Family                          | Phil (jeune)               |
| 2010      | Bonne chance Charlie                   | Jasper                     |
| 2010-2012 | Community                              | Jordan Bennett             |
| 2011      | Billion Dollar Freshmen                | Leo                        |
| 2011      | Paire de rois                          | Hilo Tutuki                |
| 2011      | Batman : L'Alliance des héros          | Chris (voix)               |
| 2012-2015 | Les Bio-Teens                          | Leo Dooley                 |
| 2012      | Disney XD's My Life                    | Lui-même                   |
| 2012      | TRYathlon                              | Lui-même                   |
| 2012      | 81st Annual Hollywood Christmas Parade | Lui-même                   |
| 2014      | Radio Disney Music Awards              | Lui-même                   |
| 2014      | Win, Lose or Draw                      | Lui-même                   |
| 2014      | Jack Parker, Roi des menteurs          | Mickey                     |
| 2021      | Thunder Force de Ben Falcone           | Jessie                     |
| 2022      | Hollywood Stargirl de Julia Hart       | Terrell                    |

## Discographie
| Titre                           | Année | Duo                                | Film/Série |
| ------------------------------- | ----- | ---------------------------------- | ---------- |
| Do You Want To Build a Snowman? | 2014  | Avec les acteurs de Disney Channel |            |